# Лагани повратак
„Лагани повратак” је југословенски кратки филм из 1981. године. Режирао га је Недељко Деспотовић који је написао и сценарио.

## Улоге
| Глумац                | Улога  |
| --------------------- | ------ |
| Милутин Бутковић      |        |
| Звездана Јакшић       |        |
| Оливера Јежина        | Сестра |
| Миодраг Мики Крстовић |        |
| Соња Савић            |        |
| Растко Тадић          |        |